# Зірки в опері
Зірки в опері — вокальне шоу, зняте та показане каналом «1+1». Українська адаптація британського формату «Popstar to Operastar». 9 січня 2012 року відбулася прем'єра шоу на каналі «1+1». Записи шоу відбувалися в будівлі Національного академічного драматичного театру імені Івана Франка.

## Формат шоу
Кожен з естрадних виконавців отримує в партнери оперного, з яким виконує дуетні твори присвячені одному з музикальних жанрів. За результатами виконання журі оцінює виступ за десятибальною шкалою. Переможцем стає дует, який набирає найбільшу кількість балів протягом сезону.

## Журі
- Лук'янець Вікторія — українська оперна співачка. Солістка Віденської опери.
- Олексій Рибников — російський музика. Автор рок-опери «Юнона та Авось».
- Сергій Пєнкін — російський співак. Має голос діапазоном у чотири октави.

## Перший ефір: «Світові хіти»
9 січня 2012 року відбулася прем'єра шоу «Зірки в опері» на телеканалі «1+1». Зіркові пари виконували світові хіти.
На прем'єрі виступив хорватський дует віолончелістів «2Cellos» із кавер-версією пісні Майкла Джексона «Smooth criminal».
| Дует                               | Пісня                                               | Сергій | Вікторія | Олексій | Бали | Місце |
| ---------------------------------- | --------------------------------------------------- | ------ | -------- | ------- | ---- | ----- |
| Олександр Пономарьов Ірина Кулик   | «The Show Must Go On» «Queen»                       | 10     | 10       | 10      | 30   | 1-ше  |
| Надія Мейхер, Петро Радейко        | «Vivo per lei» Андреа Бочеллі                       | 9      | 10       | 9       | 28   | 3-тє  |
| Стас П'єха, Тамара Смирнова        | «Time of My Life» Білл Медлі, Дженніфер Ворнс       | 10     | 9        | 9       | 28   | 3-тє  |
| Альона Вінницька, Володимир Козлов | «Jamaica» (укр.) Робертіно Лореті, Альона Вінницька | 10     | 9        | 10      | 29   | 2-ге  |
| Валерій Харчишин, Юлія Лисенко     | «Your Song» Елтон Джон                              | 9      | 9        | 9       | 27   | 4-те  |
| Джамала, Влад Павлюк               | «Fragile» Стінг                                     | 8      | 9        | 8       | 25   | 5-те  |
| Тіматі, Наталія Шелепницька        | «Empire State of Mind» Jay-Z, Аліша Кіз             | 8      | 8        | 8       | 24   | 6-те  |

### Цікаві факти
- На музику до пісні Робертіно Лореті «Jamaica», яку Володимир Козлов та Альона Вінницька обрали для свого виступу, остання написала власне український текст. Так народилася пісня «Кохання», яку й виконав дует.[3]

## Другий ефір: «Саундтреки до фільмів»
21 січня 2012 року відбувся другий ефір шоу «Зірки в опері» на телеканалі «1+1». Зіркові пари виконували саундтреки до відомих кінофільмів.
На початку другого ефіру виступила група танцюристів під пісню британського гурту «Muse» «Supermassive Black Hole».
| Дует                               | Пісня                                                                 | Сергій | Вікторія | Олексій | Бали | Місце | Підсумок |
| ---------------------------------- | --------------------------------------------------------------------- | ------ | -------- | ------- | ---- | ----- | -------- |
| Олександр Пономарьов, Ірина Кулик  | «Ніч яка місячна» к/ф «У бій ідуть лише „старі“»                      | 10     | 10       | 10      | 30   | 1-ше  | 60       |
| Надія Мейхер, Петро Радейко        | «Пообещайте мне любовь» к/ф «Акванавти»                               | 8      | 9        | 9       | 26   | 3-тє  | 54       |
| Стас П'єха, Тамара Смирнова        | «Он пришёл, этот добрый день» к/ф «31 червня»                         | 9      | 8        | 8       | 25   | 4-те  | 53       |
| Альона Вінницька, Володимир Козлов | «Есть в графском парке чёрный пруд» к/ф «Д'Артаньян та три мушкетери» | 9      | 8        | 8       | 25   | 4-те  | 54       |
| Валерій Харчишин, Юлія Лисенко     | «Ветер перемен» к/ф «Мері Поппінс, до побачення»                      | 10     | 10       | 9       | 29   | 2-ге  | 56       |
| Джамала, Влад Павлюк               | «Tomorrow Never Dies» к/ф «Завтра не помре ніколи»                    | 10     | 10       | 10      | 30   | 1-ше  | 55       |
| Тіматі, Наталія Шелепницька        | «Come with Me» к/ф «Ґодзілла»                                         | 10     | 10       | 10      | 30   | 1-ше  | 54       |

## Третій ефір: «Радянська класика»
28 січня 2012 року відбувся третій ефір шоу «Зірки в опері» на телеканалі «1+1». Зіркові пари виконували пісні, що були відомі в часи СРСР.
| Дует                               | Пісня                                                                                | Сергій | Вікторія | Олексій | Бали | Місце | Підсумок |
| ---------------------------------- | ------------------------------------------------------------------------------------ | ------ | -------- | ------- | ---- | ----- | -------- |
| Олександр Пономарьов, Ірина Кулик  | «Белые акации» Слова та музика невідомого автора                                     | 10     | 9        | 9       | 28   | 3-тє  | 88       |
| Надія Мейхер, Петро Радейко        | «Лебединая верность» Слова: Андрій Дементьєв, Музика: Євген Мартинов                 | 9      | 8        | 9       | 26   | 4-те  | 80       |
| Стас П'єха, Тамара Смирнова        | «Звёздочка моя ясная» Слова: Ольга Фокіна, Музика: Володимир Семенов                 | 8      | 9        | 9       | 26   | 4-те  | 79       |
| Альона Вінницька, Володимир Козлов | «Стоят девчонки» Слова: Кім Рижов, Музика: Олександр Колкер                          | 10     | 9        | 10      | 29   | 2-ге  | 83       |
| Валерій Харчишин, Юлія Лисенко     | «Шутка» Слова: Альбіна Шульгіна, Музика: Валерій Гаврилін                            | 10     | 9        | 9       | 28   | 3-тє  | 84       |
| Джамала, Влад Павлюк               | «Луч солнца золотого» Слова: Юрій Ентін, Музика: Геннадій Гладков                    | 10     | 10       | 10      | 30   | 1-ше  | 85       |
| Тіматі, Наталія Шелепницька        | «Что тебе подарить» Слова: Сергій Аліханов, Олександр Жигарєв, Музика: Роман Майоров | 10     | 9        | 9       | 28   | 3-тє  | 82       |

### Цікаві факти
- Член журі Сергій Пєнкін розкритикував виступ Влада Павлюка та Джамали, і попрохав останню заспівати свою частину пісні враховуючи його рекомендації. Коли Джамала почала співати, Сергій Пєнкін виліз на стіл журі та почав танцювати, а потім і співати разом із нею. У результаті він змінив своє рішення щодо оцінки, яку поставив до того, з дев'яти на десять.

## Четвертий ефір: «Рок»
4 лютого 2012 року відбувся четвертий ефір шоу «Зірки в опері» на телеканалі «1+1». Зіркові пари виконували пісні жанру рок.
| Дует                               | Пісня                                                        | Сергій | Вікторія | Олексій | Бали | Місце | Підсумок |
| ---------------------------------- | ------------------------------------------------------------ | ------ | -------- | ------- | ---- | ----- | -------- |
| Олександр Пономарьов, Ірина Кулик  | «The Final Countdown» «Europe»                               | 10     | 10       | 10      | 30   | 1-ше  | 118      |
| Надія Мейхер, Петро Радейко        | «Я тебя никогда не забуду» Рок-опера «Юнона та Авось»        | 10     | 10       | 10      | 30   | 1-ше  | 110      |
| Стас П'єха, Тамара Смирнова        | «Wake Me Up When September Ends» «Green Day»                 | 8      | 7        | 8       | 23   | 4-те  | 102      |
| Альона Вінницька, Володимир Козлов | «Everything's Alright» Рок-опера «Ісус Христос — суперзірка» | 10     | 9        | 9       | 28   | 3-тє  | 111      |
| Валерій Харчишин, Юлія Лисенко     | «Bohemian Rhapsody» «Queen»                                  | 9      | 10       | 10      | 29   | 2ге   | 113      |
| Джамала, Влад Павлюк               | «Холодно» «Океан Ельзи»                                      | 10     | 10       | 10      | 30   | 1-ше  | 115      |
| Тіматі, Наталія Шелепницька        | «Bring Me to Life» «Evanescence»                             | 8      | 8        | 7       | 23   | 4-те  | 105      |

### Цікаві факти
- Романс «Я тебя никогда не забуду», який обрали Надія Мейхер та Петро Радейко для свого виступу, узято з рок-опери «Юнона та Авось», автор якої — Олексій Рибников — є членом журі проекту «Зірки в опері».

## П'ятий ефір: «Мюзикл»
11 лютого 2012 року відбувся п'ятий ефір шоу «Зірки в опері» на телеканалі «1+1». Зіркові пари виконували пісні з мюзиклів.
| Дует                               | Пісня                                                         | Сергій | Вікторія | Олексій | Бали | Місце | Підсумок         |
| ---------------------------------- | ------------------------------------------------------------- | ------ | -------- | ------- | ---- | ----- | ---------------- |
| Олександр Пономарьов, Ірина Кулик  | «The Phantom of the Opera» (укр.) Мюзикл «Привид опери»       | 9      | 10       | 9       | 28   | 2-ге  | 146              |
| Надія Мейхер, Петро Радейко        | «New York, New York» (англ.)(фр.) Мюзикл «Нью-Йорк, Нью-Йорк» | 9      | 9        | 9       | 27   | 3-тє  | 137              |
| Стас П'єха, Тамара Смирнова        | «Come What May» Мюзикл «Мулен Руж!»                           | 10     | 9        | 9       | 28   | 2-ге  | 130              |
| Альона Вінницька, Володимир Козлов | «Ах, этот вечер» Мюзикл «Ах, водевіль, водевіль...»           | 7      | 8        | 8       | 23   | 5-те  | 134              |
| Валерій Харчишин, Юлія Лисенко     | «Hey Jude» Мюзикл «Через Усесвіт»                             | 10     | 10       | 10      | 30   | 1-ше  | 143              |
| Джамала, Влад Павлюк               | «Somewhere» Мюзикл «Вестсайдська історія»                     | 10     | 10       | 10      | 30   | 1-ше  | 145              |
| Тіматі, Наталія Шелепницька        | «I Meant You No Harm» Мюзикл «Дівчата мрії»                   | 8      | 8        | 8       | 24   | 4-те  | Дискваліфіковані |

### Цікаві факти
- На музику до пісні з мюзиклу «Привид опери» «The Phantom of the Opera», яку Ірина Кулик та Олександр Пономарьов обрали для свого виступу, останній написав власне український текст. Так, дует заспівав «The Phantom of the Opera» українською мовою.[4]
- Коли Петро Радейко та Надія Мейхер співали пісню з мюзиклу «Нью-Йорк, Нью-Йорк» «New York, New York», остання співала свою партію французькою мовою про Париж.[5]
- Члени журі розкритикували виступ Наталії Шелепницької та Тіматі. На питання ведучого Юрія Горбунова до Тіматі, що він думає про свій виступ. Останній дав відповідь із використанням ненормативної лексики. Олексій Рибников та Сергій Пєнкін покинули свої суддівські крісла в знак протесту, тому Тіматі нічого не залишилося, як відмовитися від подальшої участі в проекті. Так, Наталія Шелепницька та Тіматі назавжди покинули проект.[6]

## Шостий ефір: «Оперета»
18 лютого 2012 року відбувся шостий ефір шоу «Зірки в опері» на телеканалі «1+1». Зіркові пари виконували арії з оперет.
| Дует                               | Пісня                                                               | Сергій | Вікторія | Олексій | Бали | Місце | Підсумок |
| ---------------------------------- | ------------------------------------------------------------------- | ------ | -------- | ------- | ---- | ----- | -------- |
| Олександр Пономарьов, Ірина Кулик  | «Скажите, девушки» Слова: Михайло Улицький, Музика: Родольфо Фальво | 10     | 10       | 10      | 30   | 1-ше  | 176      |
| Надія Мейхер, Петро Радейко        | Дует Марієтти та Луї Філіпа (рос.) Оперета «Баядера»                | 10     | 10       | 10      | 30   | 1-ше  | 167      |
| Стас П'єха, Тамара Смирнова        | «Bésame mucho» (англ.) Автор: Консуело Веласкес                     | 10     | 10       | 10      | 30   | 1-ше  | 160      |
| Альона Вінницька, Володимир Козлов | Дует Стассі та Боні (рос.) Оперета «Сільва»                         | 10     | 10       | 10      | 30   | 1-ше  | 164      |
| Валерій Харчишин, Юлія Лисенко     | Дует Сільви та Едвіна (рос.) Оперета «Сільва»                       | 10     | 10       | 10      | 30   | 1-ше  | 173      |
| Джамала, Влад Павлюк               | «My Favorite Things» Мюзикл «Звуки музики»                          | 10     | 10       | 10      | 30   | 1-ше  | 175      |

### Цікаві факти
- Пісня «Скажите, девушки», яку Олександр Пономарьов та Ірина Кулик обрали для свого виступу, є російськомовною версією Михайла Улицького відомої італійської пісні «Dicitencello vuie» авторами слів та музики є Енцо Фуско та Родольфо Фальво відповідно.
- Альона Вінницька та Володимир Козлов, Валерій Харчишин та Юлія Лисенко обрали для свого виступу арії з однієї оперети «Сільва».
- Надія Мейхер та Петро Радейко обрали для свого виступу арію з оперети «Баядера». Це вже друга оперета за ефір, автором якої є угорський музика Імре Кальман.
- Усі пари в цьому ефірі отримали найвищу оцінку.

## Сьомий ефір: «Опера»
25 лютого 2012 року відбувся сьомий останній ефір змагань у шоу «Зірки в опері» на телеканалі «1+1». Зіркові пари виконували арії з опер.
| Дует                               | Пісня                                               | Сергій | Вікторія | Олексій | Бали | Місце | Підсумок |
| ---------------------------------- | --------------------------------------------------- | ------ | -------- | ------- | ---- | ----- | -------- |
| Олександр Пономарьов, Ірина Кулик  | «Una furtiva lagrima» Опера «Любовний напій»        | 10     | 10       | 10      | 30   | 1-ше  | 206      |
| Надія Мейхер, Петро Радейко        | «Caruso» Автор: Лучіо Далла                         | 10     | 10       | 10      | 30   | 1-ше  | 197      |
| Стас П'єха, Тамара Смирнова        | «La donna è mobile» (італ.)(рос.) Опера «Ріголетто» | 9      | 8        | 8       | 25   | 3-тє  | 185      |
| Альона Вінницька, Володимир Козлов | «Summertime» (укр.) Опера «Поргі та Бесс»           | 10     | 9        | 9       | 28   | 2-ге  | 192      |
| Валерій Харчишин, Юлія Лисенко     | «L'elisir d'amore» Опера «Любовний напій»           | 10     | 10       | 10      | 30   | 1-ше  | 203      |
| Джамала, Влад Павлюк               | «L'amour est un oiseau rebelle» Опера «Кармен»      | 10     | 10       | 10      | 30   | 1-ше  | 205      |

### Цікаві факти
- Арія герцога «La donna è mobile» з опери Ріголетто італійського музики Джузеппе Верді, яку Стас П'єха та Тамара Смирнова обрали для свого виступу, має російськомовну версію авторства Петра Калашникова «Сердце красавиц склонно к измене». Під час свого виступу Тамара Смирнова виконувала власну партію італійською, а Стас П'єха — російською. Проте, кілька рядків італійською наприкінці твору Стас П'єха таки заспівав.
- На музику арії «Summertime» з опери «Поргі та Бесс» американського музики Джорджа Гершвіна, яку Володимир Козлов та Альона Вінницька обрали для свого виступу, остання написала власне український текст. Так народилася пісня «Засинай», яку й виконав дует.[7]
- Олександр Пономарьов та Ірина Кулик, Валерій Харчишин та Юлія Лисенко обрали для свого виступу арії з однієї опери «Любовний напій».

## Восьмий ефір: «Гала-концерт»
3 березня 2012 року відбувся восьмий останній ефір «Гала-концерт» у шоу «Зірки в опері» на телеканалі «1+1», де виступили дуети, що брали участь у проекті, член журі Сергій Пєнкін та запрошені гості, серед яких БИ-2 та Робертіно Лореті. Також було оголошено переможця проекту «Зірки в опері».
| Дует                                 | Бали    | Місце |
| ------------------------------------ | ------- | ----- |
| Олександр Пономарьов та Ірина Кулик  | 206     | 1-ше  |
| Надія Мейхер та Петро Радейко        | 197     | 3-тє  |
| Стас П'єха та Тамара Смирнова        | 185     | 5-те  |
| Альона Вінницька та Володимир Козлов | 192     | 4-те  |
| Валерій Харчишин та Юлія Лисенко     | 203     | 2-ге  |
| Джамала та Влад Павлюк               | 205 + 1 | 1-ше  |

### Цікаві факти
- Джамала та Влад Павлюк відставали від Олександра Пономарьова та Ірини Кулик лише на один бал. Тому журі одностайно вирішило додати їм цей бал. Таким чином проект «Зірки в опері» має двох переможців.